# Оксид хлора(VII)
Окси́д хло́ра(VII) (дихлорогептаоксид) Cl2O7,
(хлорный ангидрид) — кислотный оксид. Высший оксид хлора, в котором он проявляет степень окисления +7.
Молекула Cl2O7 имеет строение О3Cl—О—ClO3 (dCl—О = 0,1709 нм, в группах ClО3 — 0,1405 нм, угол ClOCl = 118,6°, ОClO 115,2°) c пространственной симметрией C2, молекула полярна (μ = 2,40⋅10−30 Кл·м).

## Химические свойства
Хлорный ангидрид представляет собой бесцветную маслянистую ядовитую жидкость. Cl2O7 взрывается при нагревании выше 120 °C и от удара, однако он более устойчив, чем оксид и диоксид хлора. Жидкий Cl2О7 устойчив до 60—70 °C, но примесь низших оксидов хлора существенно ускоряет его распад:
{\displaystyle {\mathsf {2Cl_{2}O_{7}\rightarrow 2Cl_{2}\uparrow +7O_{2}\uparrow }}} ΔH = 135 кДж/моль
Медленно растворяется в холодной воде, образуя хлорную кислоту:
{\displaystyle {\mathsf {Cl_{2}O_{7}+H_{2}O\rightarrow 2HClO_{4}}}}
Хлорный ангидрид является сильным окислителем, к примеру, окисляет иод до его пентаоксида:
{\displaystyle {\mathsf {5Cl_{2}O_{7}+7I_{2}\rightarrow 7I_{2}O_{5}+5Cl_{2}}}}
Может вызвать самовоспламенение горючих веществ.

## Получение
Получают Cl2О7 при осторожном нагревании хлорной кислоты с фосфорным ангидридом или олеумом:
{\displaystyle {\mathsf {2HClO_{4}+P_{2}O_{5}\rightarrow Cl_{2}O_{7}+2HPO_{3}}}}
Оксид хлора(VII) получают также электролизом раствора НClО4 на платиновых электродах ниже 0 °C (Cl2O7 накапливается в анодном пространстве). Чистый Cl2O7 можно синтезировать также при нагревании в вакууме некоторых перхлоратов, например, Nb(ClO4)5 или МоО2(ClO4)2.
Нагрев сухих хлоратов металлов с жидким фторидом кислорода:
{\displaystyle {\mathsf {OF_{2}+2KClO_{3}\rightarrow Cl_{2}O_{7}+2KF}}}